# スーパーヒーロー・パンツマン (映画)
『スーパーヒーロー・パンツマン』（原題: Captain Underpants: The First Epic Movie）は、デヴィッド・ソーレン監督・脚本による2017年のアメリカの3Dアニメ映画。世界でシリーズ7000万部以上を売り上げたデイブ・ピルキーによる児童小説シリーズ『スーパーヒーロー・パンツマン』を原作に、パンツ一丁で悪に立ち向かうスーパーヒーローの躍を描いている。
日本では劇場未公開だったが、2018年6月6日にNBCユニバーサル・エンターテイメントジャパンよりBlu-ray Disc&DVDで発売された。
20世紀フォックスが関わるドリームワークス・アニメーションの作品は本作が最後となった。

## あらすじ
小学生のジョージと親友ハロルドはイタズラとマンガが大好きで、校長のクラップ先生をいつも困らせている。自分たちが描いたマンガの主人公「パンツマン」にハマっている2人は、怒ってばかりの校長先生をパンツマンに変えてしまう。ところがパンツマンは、信じられないほどドジばかりで……。

## 声の出演
※括弧内は日本語吹替
- ジョージ - ケヴィン・ハート（鈴木達央）
- ハロルド - トーマス・ミドルディッチ（成瀬誠）
- パンツマン（クラップ校長） - エド・ヘルムズ（松本保典）
- おもらし先生 - ニック・クロール（岩崎ひろし）
- ジョーダン・ピール
- クリステン・シャール

## 評価
レビュー・アグリゲーターのRotten Tomatoesでは138件のレビューで支持率は87%、平均点は7.00/10となった。Metacriticでは25件のレビューを基に加重平均値が69/100となった。